# باتسندرف
باتسندرف (به فرانسوی: Batzendorf) یک کمون در فرانسه با جمعیت ۸۹۶ نفر است که در Canton of Haguenau واقع شده‌است.